# Johann Rudolph Gottlieb Beyer
Johann Rudolph Gottlieb Beyer (* 20. Januar 1756 in Erfurt; † 8. Dezember 1813 in Sömmerda) war ein deutscher evangelischer Theologe.

## Leben
Er studierte von 1772 bis 1774 Theologie in Erfurt und dann in Jena. Seit 1775 war er Konrektor an der Erfurter Johannisschule und von 1780 an Rektor der dortigen Thomasschule. Ab 1782 war er Pfarrer in Schwerborn. Von 1790 bis 1813 war er Pfarrer in Sömmerda.

## Werke
- Was heißt denn eigentlich Christum predigen? Eine Predigt am Sonntage Estomihi in der Bonifaciuskirche zu Sömmerda gehalten. Leipzig 1792.
- Die Geschichte der Urwelt in Predigten. Ein Versuch auch den Ungelehrten mit dem Sinne und Geiste der mosaischen Urkunden bekannter zu machen und gegen die Angriffe der Zweifler und Spötter zu verwahren. Leipzig 1795–1797.
- Ueber Das Bücherlesen, In So Fern Es Zum Luxus Unsrer Zeiten Gehört. Erfurt 1795.
- Predigten über Sprüchwörter in Verbindung mit den Sonn- und Festtagsevangelien. Erfurt 1800–1801.